# Listă de conducători de stat din 756
752 - 753 - 754 - 755 - 756 - 757 - 758 - 759 - 760
Aceasta este o listă a conducătorilor de stat din anul 756:

## Europa
- Anglia, statul anglo-saxon Northumbria: Eadberht (rege, 737-757)
- Anglia, statul anglo-saxon East Anglia: Beonna, Hun și Alberht (regi, 749-?) (?)
- Anglia, statul anglo-saxon Essex: Swithred (rege, 746-cca. 758)
- Anglia, statul anglo-saxon Kent: Ethelberht al II-lea (rege, 725-762) și Eadherht (rege, 725-după 762)
- Anglia, statul anglo-saxon Mercia: Ethelbald (rege, 716-757)
- Anglia, statul anglo-saxon Wessex: Cuthred (rege, 740-756) și Sigeberht (rege, 756-757)
- Asturia: Alfonso I (rege, 739-757)
- Bavaria: Tassilo al III-lea (duce din dinastia Agilolfingilor, 749-788)
- Benevento: Liutprand (duce, 749-758)
- Bizanț: Constantin al V-lea Copronimul (împărat din dinastia Isauriană, 741-775)
- Bulgaria: Vineh (han, 753/754-760)
- Cordoba: Abu'l-Mutarrif Abd ar-Rahman I ibn Muauia ibn Hișam (emir din dinastia Omeiazilor, 756-788)
- Francii: Pepin_cel_Scurt (rege din dinastia Carolingiană, 751/752-768)
- Friuli: Petru (duce, 751-774)
- Gruzia, statul Khartlia (Iberia): Adarnase al III-lea (suveran, cca. 748-760)
- Longobarzii: Aistulf (Aistolf) (rege, 749-756; anterior, duce de Friuli, 744-749; ulterior, duce de Spoleto, 752-756) și Desiderius (rege, 756-774; ulterior, duce de Spoleto, 758-759)
- Neapole: Ștefan al II-lea (duce, 754/755-766/767)
- Scoția, statul picților: Oengus (Onuist) I (rege, 728, 729-761)
- Scoția, statul celt Dalriada: Aed Finn (rege, 748-778)
- Spoleto: Aistulf (duce, 752-756; anterior, duce de Friuli, 744-749; totodată, rege al longobarzilor, 749-756) și Ratchis (duce, 756-757; anterior, duce de Friuli, 739-744; anterior, rege al longobarzilor, 744-749)
- Statul papal: Ștefan al II-lea (sau al III-lea) (papă, 752-757)
- Veneția: Galla Gaulo (doge, 755-756) și Domenico Monegario (doge, 756-764)

## Asia

### Orientul Apropiat
- Bizanț: Constantin al V-lea Copronimul (împărat din dinastia Isauriană, 741-775)
- Califatul abbasid: Abu Djafar Abdallah al-Mansur ibn Muhammad (calif din dinastia Abbasizilor, 754-775)

### Orientul Îndepărtat
- Cambodgea, statul Tjampa: Rudravarman al II-lea (rege din a patra dinastie, după 749-758?)
- China: Huanzong (împărat din dinastia Tang, 712-756) și Suzong (împărat din dinastia Tang, 756-761)
- Coreea, statul Silla: Kyongdok (Hong-yong) (rege din dinastia Kim, 742-765)
- India, statul Chalukya: Kirtivarman al II-lea (rege, 744/745-753/760)
- India, statul Chalukya răsăriteană: Vijayaditya I (Bhattaraka) (rege, 746-764)
- India, statul Gurjara Pratihara: Nagabhata I (rege, cca. 730-cca. 756) și Kakkuka (rege, ?-?) (?)
- India, statul Pallava: Nandivarman al II-lea Pallavamalla (Nandipotavarman) (rege din a treia dinastie, 731-795)
- India, statul Raștrakuților: Dantidurga (Dantivarman al II-lea) (rege, 733-cca. 758)
- Kashmir: Jayapida (sau Vinayaditya) (rege din dinastia Karkota, 751-782)
- Japonia: Koken (împărăteasă, 749-758)
- Nepal: Narendradeva al II-lea (rege din dinastia Thakuri, cca. 740-777)
- Sri Lanka: Aggabodhi al VI-lea Silamegha (rege din dinastia Silakala, 719-759)
- Tibet: K'ri-srong lDe-bTsan (Tri-song De-tsen) (chos-rgyal, 755-797)